# HTC Corporation
HTC Corporation, formalmente High-Tech Computer Corporation, é uma empresa multinacional taiwanesa de smartphones e tablets, com sede na cidade de Nova Taipé. Fundada em 1997, a HTC iniciou como fabricante e desenvolvedora de equipamentos, desenhando e fabricando dispositivos como celulares (com ou sem touchscreen), PDAs e Brew MP.
Após iniciar a fabricação de smartphones baseados no Windows Mobile, a HTC em 2009 expandiu o foco da empresa e passou a comercializar dispositivos baseados no sistema Android; e em 2010, o Windows Phone.
Em setembro de 2013, a HTC tinha um market share global de menos de 3%. Porém, em abril de 2015, seu market já tinha aumentado para 7,2%, devido ao sucesso de vendas do smartphone One M8 e da série Desire.
A HTC é um membro fundador da Open Handset Alliance, aliança global de telefonia móvel, com objetivo de criar padrões abertos para telefonia móvel. A empresa comercializou o HTC Dream, T-Mobile G1, o primeiro smartphone com Android.                                                      Em 2017, a HTC foi comprada parcialmente pela Google por 1,1 bilhão de dólares para a fabricação de seus smartphones. O negócio chega como uma proposta da empresa norte-americana para alavancar a produção da sua linha de celulares. Porém, a HTC continuará trabalhando individualmente, desenvolvendo seus produtos sob seu nome natural.

## História

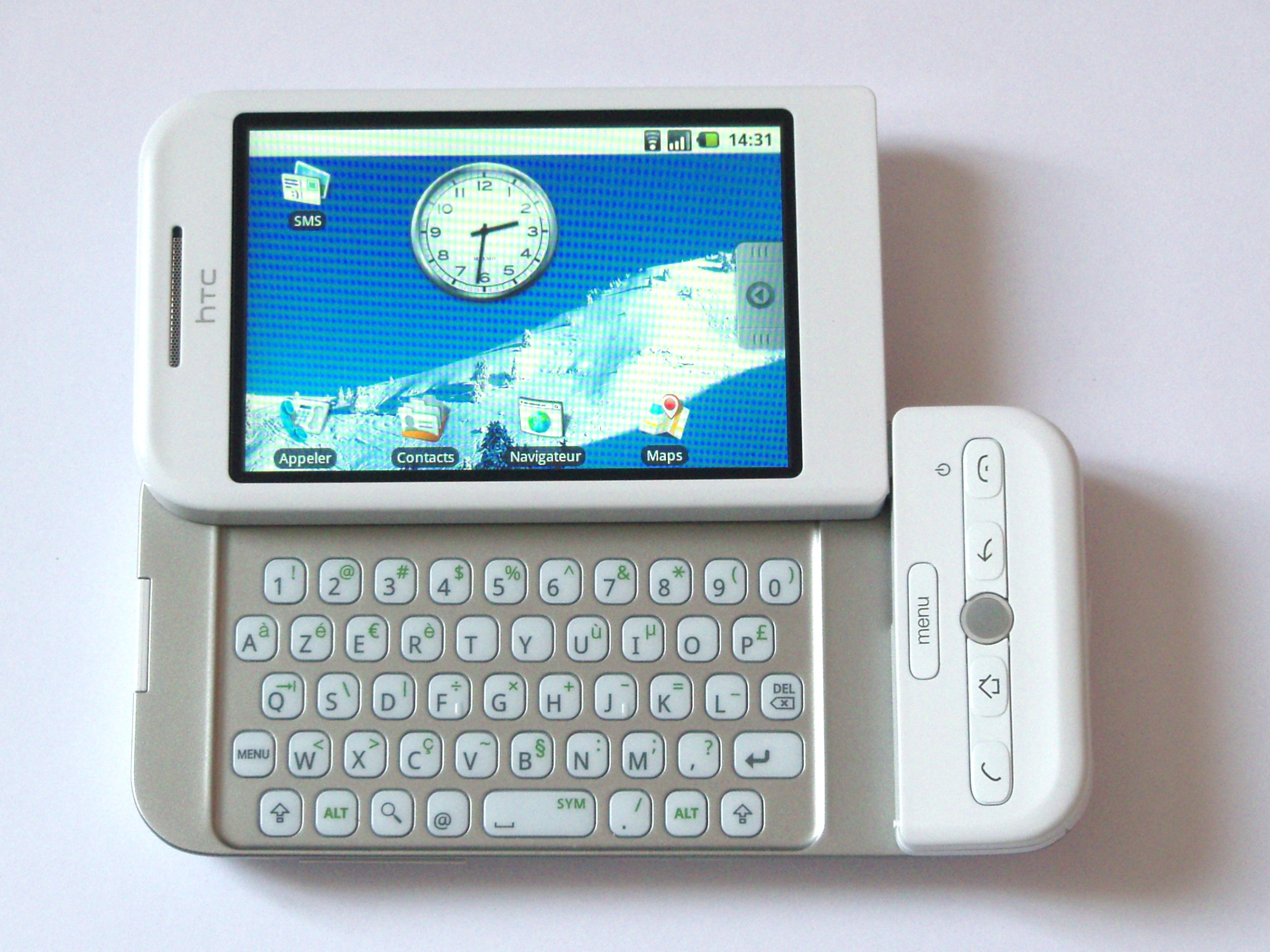
HTC Dream de 2008, primeiro smartphone com o sistema operacional Android.

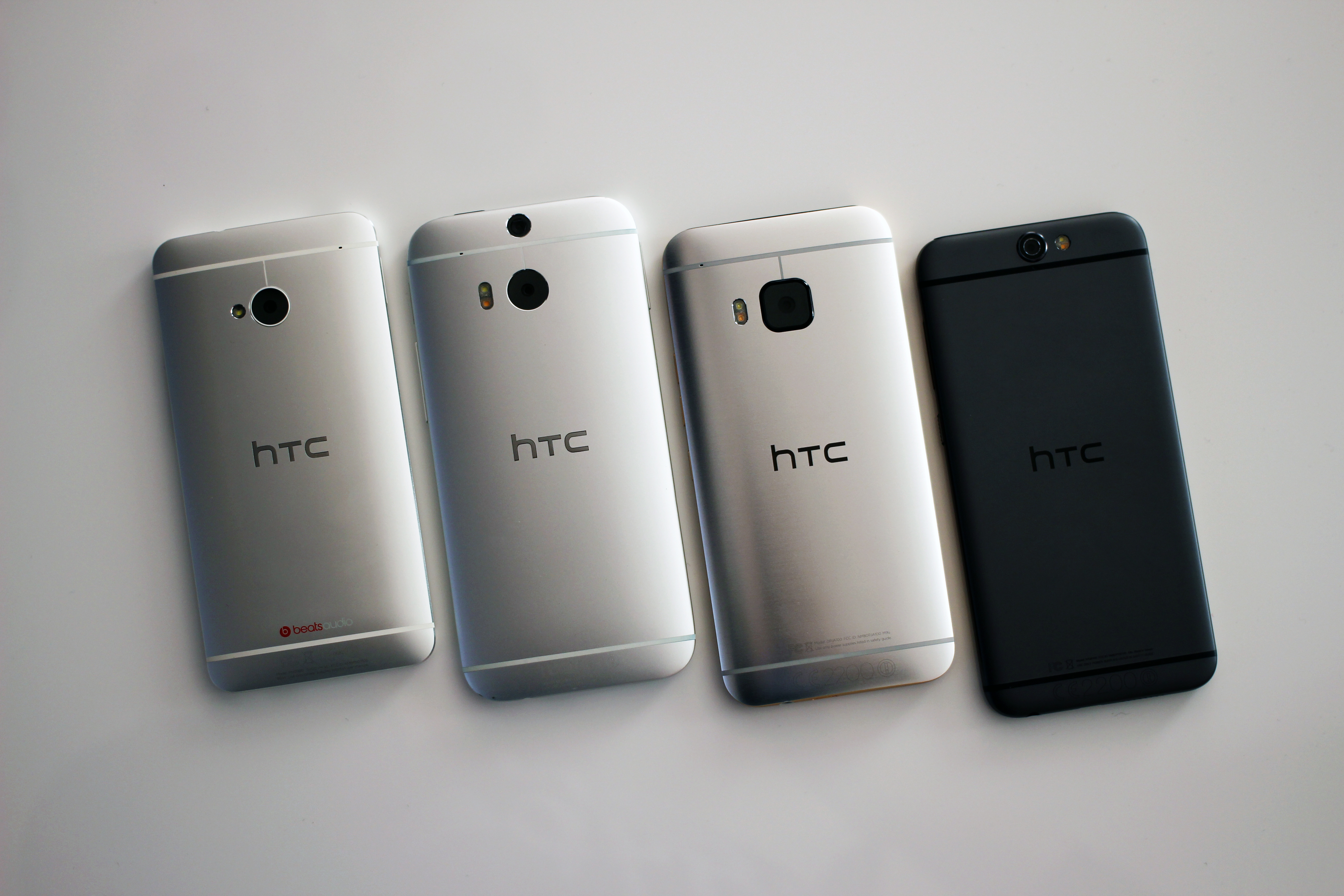
Smartphones da HTC.

Cher Wang (王雪紅), H. T. Cho (卓火土), e Peter Chou (周永明) fundaram a HTC em 1997.
Inicialmente fabricante de notebooks, a HTC começou a desenvolver os primeiros dispositivos touch e wireless em 1998.
É creditado à empresa a criação do primeiro smartphone com Android; o primeiro smartphone com sistema Microsoft; e o primeiro dispositivo Microsoft com tecnologia 3G.
Em 2000, a HTC teve como principal produto o primeiro smartphone touchscreen, como ODM para as empresas HP e Palm. A HTC fabricou o HP iPAQ e o Palm Treo 650.
Em 2007, a HTC adquiriu a companhia Dopod International.
Em junho de 2010, a empresa lançou o smartphone HTC Evo 4G, o primeiro telefone com capacidade 4G dos Estados Unidos.
Em julho de 2010, a HTC anunciou o início das vendas de smartphones na República Popular da China, em parceria com a China Mobile.
Em 2010, a HTC vendeu por volta de 24,6 milhões de telefones móveis, um aumento de 111% em relação a 2009.
Em 16 de fevereiro de 2011, a HTC foi nomeada pela GSM Association como a "Fabricante de Dispositivos do Ano" no Mobile World Congress (GSMA).
Em abril de 2011, o valor de mercado da empresa superou o da empresa Nokia, fazendo da HTC a terceira maior fabricante de smartphones, atrás da Apple e Samsung.
Em 6 de julho de 2011, foi anunciado que a HTC comprou da empresa VIA Technologies todas as ações da S3 Graphics, transformando-a na proprietária majoritária da S3.
Em 6 de agosto de 2011, a HTC adquiriu a empresa Dashwire por 18,5 milhões de dólares, confimando em seguida planos para uma parceria estratégica com a Beats Electronics, envolvendo a aquisição de 51% da Beats.
No terceiro trimestre de 2011, a HTC se tornou a maior vendedora de smartphones nos Estados Unidos, com 24% de market share, a frente da Samsung (21%), Apple (20%) e BlackBerry (9%).
Durante o ano de 2012, a HTC perdeu muito market share em competição contra a Samsung e a Apple.
Em 2013, a HTC tinha apenas 9,3% de market share de vendas de smartphones nos Estados Unidos. Peter Chou, o CEO da HTC, informou naquele ano que renunciaria ao cargo se o carro chefe da companhia, HTC One, falhasse em ter resultados expressivos de vendas. 
Em março de 2014, a HTC lançou o HTC One (M8), nova geração da linha ONE, seu carro chefe.
Em abril de 2014, a empresa reportou um aumento nas vendas de 12,7%. O maior crescimento da empresa desde outubro de 2011.
Em março de 2015, no Mobile World Congress, em Barcelona, a HTC anunciou o HTC Vive, o novo headset de realidade virtual da Valve. 
Ainda no Mobile World Congress de 2015, a HTC anunciou o novo carro chefe da empresa, o HTC One M9.
Em janeiro de 2018, a divisão de celulares da empresa foi adquirida pela Google por US$1,1 bilhão.

## Justiça
Em março de 2010, a Apple processou a HTC, alegando que a empresa infringiu 20 patentes do iPhone entre software e hardware.
Do mesmo modo, a HTC processou a Apple, na justiça americana, pela empresa infringir cinco de suas patentes. 
Em 10 de novembro de 2012, a HTC e a Apple anunciaram um acordo global de licenças com duração de dez anos. Os termos do acordo permanecem confidenciais.

## Patrocínios

### Ciclismo
A HTC patrocina o HTC-Highroad, um time profissional de ciclismo, um dos times de ciclismo de maior sucesso entre os anos de 2009 e 2011.

### Futebol
Em 2012, a HTC tornou-se patrocinadora da UEFA Champions League e da UEFA Europa League.

## Brasil
A HTC iniciou as atividades no Brasil em 2007, com nove opções de modelos de smartphones, entre eles o HTC Touch, que se tornou um sucesso de vendas. Alegando pequena procura dos consumidores pelos seus smartphones e grande concorrência, a HTC anunciou que deixaria o Brasil em 2012.
Em 2018, em uma parceria com a Multhtc, a empresa retomou sua investida no mercado brasileiro. De acordo com Cher Wang, diretora executiva da multinacional taiwanesa, essa parceria marcará o início de uma retomada em um cenário que visa não apenas introduzir os seus aparelhos nessa importante fatia do mercado da América do Sul, mas também transformar os consumidores em agentes divulgadores da marca, inclusive, com remuneração mensal.